# Kishu Inu
Chó Kishu (chữ Nhật: 紀州犬 Kishū-ken?) là giống chó có nguồn gốc từ Nhật Bản. Chúng có một nét chung nhất mà tất cả các giống chó Nhật đều sở hữu đó là dáng vẻ kiêu hãnh, mạnh mẽ của người Nhật và sự thông minh cổ điển của giống chó săn.

## Tổng quan
Dưới thời cai trị đời thứ năm của dòng họ tướng quân Tsunayoshi chó còn có các đặc quyền nhiều hơn cả đám thường dân. Ngày nay ở Nhật hầu như người ta chỉ còn dùng giống Kishu Inu ở vùng trung nam Nhật (vùng núi Wakayama) làm chó săn. Đây là giống chó dũng cảm, có khả năng phát hiện thú rừng tốt, nhất là khi săn lợn rừng. Trong thời kỳ cổ đại đại bộ phận các giống chó Nhật đều nhỏ con.
Những bộ xương được tìm thấy trong các cuộc khai quật chứng mình. Chó có thân hình to lớn không phù hợp cho săn bắn. 75% địa hình của 4 hòn đảo chính của Nhật là đồi núi. Các giống chó cũng phải thích nghi với môi trường này. Một trong các giống chó đó là Kawakami Inu họ hàng với Kishu một giống chó đáng tin cậy nhất và có sức dẻo dai đáng nể. Chúng cũng được dùng cho công tác cứu hộ hầm mỏ.